# 河内町立河内中学校
河内町立河内中学校（かわちちょうりつ かわちちゅうがっこう）は、茨城県稲敷郡河内町源清田にあった公立中学校。

## 概要
河内町の西部に位置し、周囲は田園風景が広がっている。

## 沿革

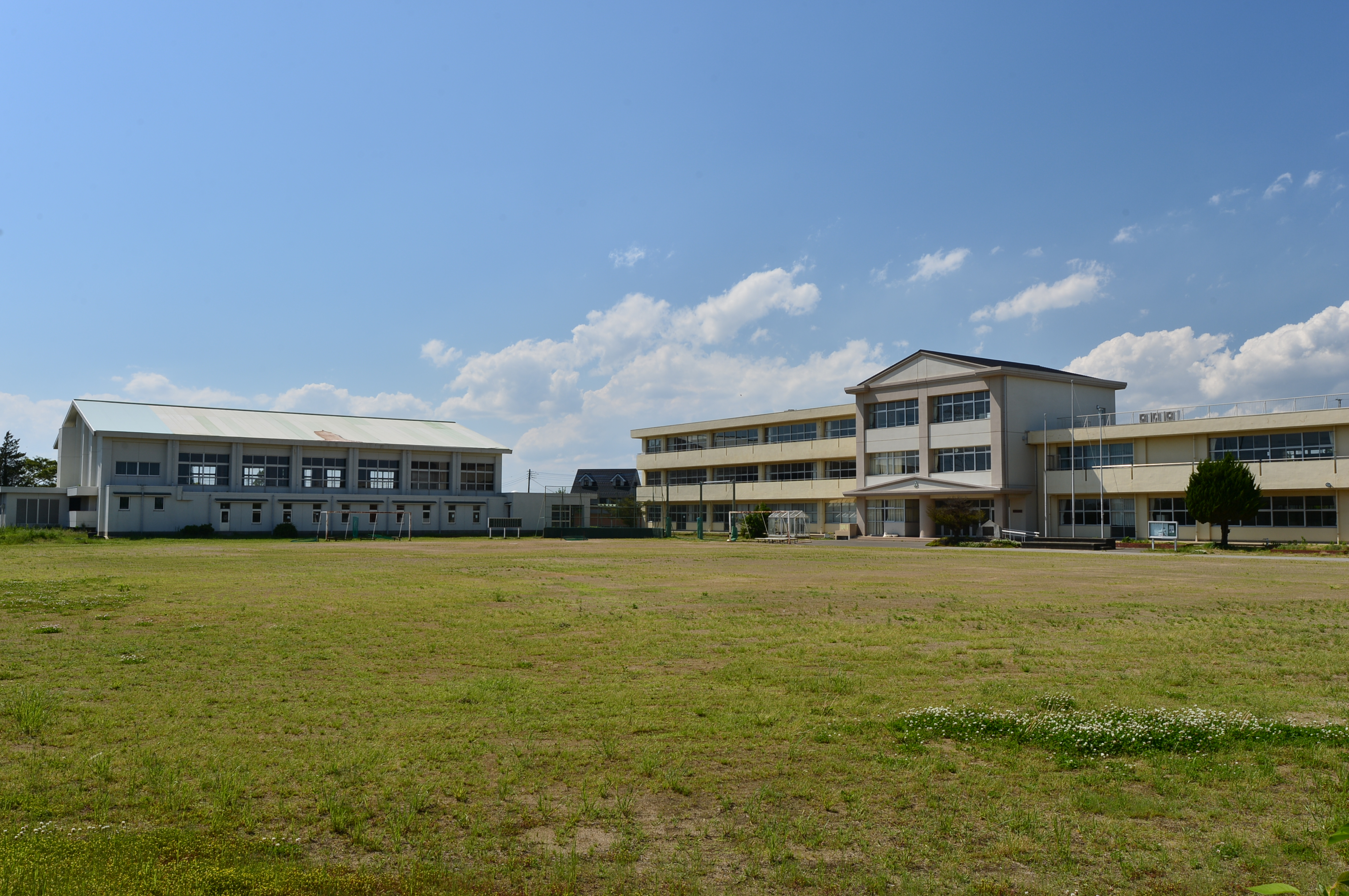
旧河内町立河内中学校の校舎と校庭。少子化により金江津中学校と統合されることになり2017年3月に閉校した。

- 1958年（昭和33年）5月1日 - 河内村立源清田中学校、河内村立生板中学校、河内村立長竿中学校を統合し、河内村立河内中学校創立。初代校長は藤田正美が着任。
- 1961年（昭和36年）4月25日 - 校旗、校歌を制定。制服制定。鉄筋2階建校舎125坪完成。
- 1996年（平成8年）6月1日 - 河内町立河内中学校に改称
- 2017年（平成29年）3月31日  - 町内小中学校を統合する小中一貫校「かわち学園」に先行し、金江津中学校と統合され閉校。河内町立かわち学園中学校となる。[1]
- 2018年（平成29年）4月1日 - 3つの小学校と河内町立かわち学園中学校が統合し、河内町立かわち学園となる。

## 通学区域
- 河内町立生板小学校と河内町立みずほ小学校の通学区域。[2]
  - 生板、幸谷、龍ケ崎町歩、大徳鍋子新田、生板鍋子新田、小林町歩、源清田、猿島、宮渕、平三郎、布鎌、手栗、羽子騎、古河林、角崎町歩、十里、長竿（行政区の田川・片巻を除く）、下町歩、庄布川、田川（行政区の下町歩）

## 学校周辺
- 利根川
- 新利根川
- 河内町役場